# باشگاه فوتبال چدرتون
باشگاه فوتبال چدرتون (به انگلیسی: Chadderton Football Club) یک باشگاه فوتبال در شهر چدرتون، کشور انگلستان است که در سال ۱۹۴۷ میلادی تأسیس شده‌است.